# Мадиера, Антонин
Антонин Мадиера (Madiera; 1831—1899) — чешский филолог, педагог и психолог, последователь Гербарта.
Из работ Мадиера более известны: "Konversačné kniha řeči české a německé", "Mluvnice jazyka německého", "Rukovět' náuky о slohu", "Rozpravy z oboru esthetiky" (1897).